# Деген, Филипп
Филипп Деген (нем. Philipp Degen; род. 15 февраля 1983[…], Листаль) — швейцарский футболист, защитник. Его брат-близнец Давид также являлся профессиональным футболистом и был одноклубником Филиппа.
Деген принял участие в Чемпионате мира 2006 года в составе сборной Швейцарии. В 1/8 финала его команда встречалась со сборной Украины и уступила по пенальти.
20 мая 2008 года на официальном сайте «Ливерпуля» было сообщено, что Филипп Деген подпишет контракт с клубом 1 июля. Предполагалось, что Деген будет основным игроком на позиции правого фуллбека, на которой в составе «красных» до него выступал Стив Финнан. Однако высокая травматичность футболиста не позволила ему провести в первом сезоне в клубе ни одного матча в лиге.

## Клубная карьера
Деген подписал контракт с швейцарской командой «Базель» в 1995 году. Он провёл пять сезонов в молодёжной команде, прежде чем провести свой дебютный матч за команду в 2001 году. В течение первых четырёх сезонов своей карьеры Деген в швейцарской футбольной лиге сыграл 55 матчей и забил четыре гола. За этот четырёхлетний период он завоевал с «Базелем» три чемпионских титула и один кубок, которым управлял Кристиан Гросс.

## Достижения
«Базель»
- Чемпион Швейцарии: 2001/02, 2003/04, 2004/05, 2012/13, 2013/14, 2014/15, 2015/16
- Обладатель Кубка Швейцарии: 2003, 2012